# William John Macleay

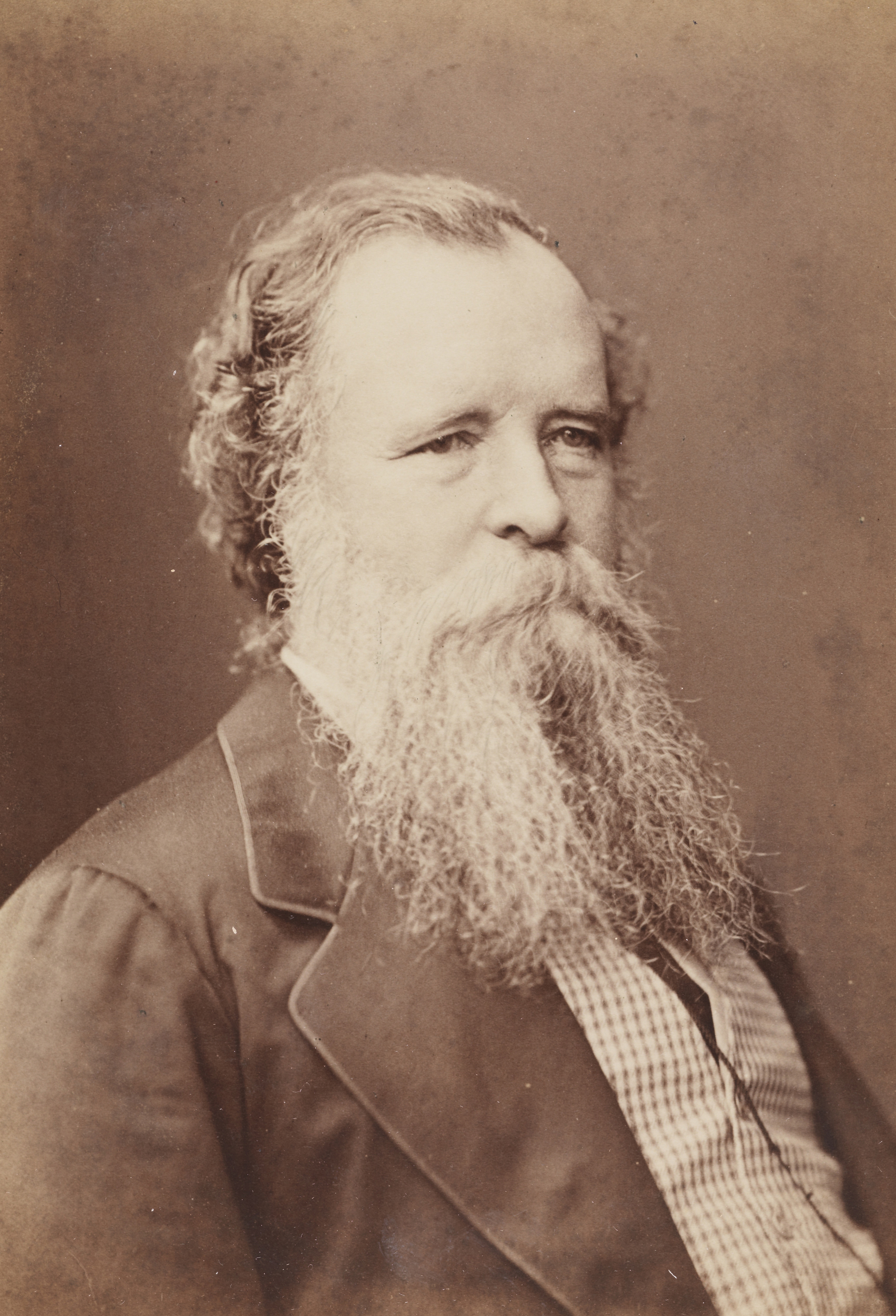
William John Macleay um 1890, von J. Hubert, State Library of New South Wales

William John Macleay (* 13. Juni 1820 in Wick, Schottland; † 7. Dezember 1891 in New South Wales) war ein britisch-australischer Politiker, Herpetologe, Ichthyologe und Entomologe.

## Leben
Macleay besuchte 1834 bis 1836 die Edinburgh Academy und studierte Medizin an der University of Edinburgh. 1839 ging er nach dem Tod seiner verwitweten Mutter mit seinem Cousin, William Sharp Macleay, nach Australien (New South Wales), wo schon dessen Vater Alexander Macleay eine einflussreiche Stellung hatte. Er bewirtschaftete dort Land und wurde 1855 in die gesetzgebende Versammlung gewählt, in der er bis 1874 war. 1857 heiratete er und zog nach Sydney.
Er sammelte Insekten und gründete 1862 eine lokale entomologische Gesellschaft, in der er auch veröffentlichte. Nach dem Tod seines Cousins William Sharp Macleay verwaltete er dessen Insektensammlung (sie war per Testament für die Universität bestimmt) und baute sie zu einer zoologischen Sammlung aus, zum Beispiel in einer Sammelreise 1875 in Neuguinea. 1874 war er einer der Gründer und erster Präsident der Linnean Society of New South Wales. Er vermachte ihr viele Bücher noch zu Lebzeiten (die aber in einem Feuer vernichtet wurden), baute ihr ein Haus in Elizabeth Bay und vermachte ihr nach seinem Tod eine große Summe Geldes. Die Zoologische Sammlung ging an die Universität Sydney (Macleay Museum).
1889 wurde er geadelt.

## Schriften
- Descriptive Catalogue of Australian Fishes. Sydney 1881 (Supplement 1884).
- Census of Australian Snakes. 1884.